# Sting (БПЛА)
Sting — це зенітний безпілотний літальний апарат (БПЛА) української розробки, призначений для перехоплення іранських безпілотників-камікадзе, таких як Shahed-136. Розробником Sting є українська група Wild Hornets.

## Опис
Sting є квадрокоптером класичної конструкції з великою куполоподібною камерою і бойовою частиною, розташованою в центральній частині апарату. Цей БПЛА пілотується з землі за допомогою VR-окулярів, що дозволяють оператору бачити маршрут польоту в режимі реального часу. 
Серед ключових особливостей дрона — швидкість польоту понад 100 миль на годину (близько 160 км/год) та здатність підніматися на висоту до 10 000 футів (приблизно 3 048 метрів). 

## Призначення
Sting був розроблений для боротьби з іранськими дронами-камікадзе Shahed-136.
Особливість Sting полягає в тому, що він є першим спеціально розробленим безпілотником для перехоплення Shahed-136. Розробники планують оснастити Sting штучним інтелектом, що дозволить оператору автоматично наводитися на ціль.